# История любви и ножей
«История любви и ножей» (итал. Er Piu:storia d'amore e di coltello) — пародийная комедия.

## Сюжет
Из тюрьмы вышел Нино — молодой бандит. Его досрочно освободили за недостаточным количеством улик преступления. У Нино есть девушка Роза, которая нравится всем, кто её хоть раз видел. Роза не хочет, чтобы Нино был бандитом, и тот становится торговцем рыбой. Но у него есть конкурент и в торговле рыбой, и в завоевании сердца Розы…

## В ролях
- Адриано Челентано — Нино Петрони
- Клаудиа Мори — Роза Турбине
- Фиоренцо Фиорентини — Игнацио
- Витторио Каприоли — «китаец»
- Ромоло Валли — «фельдфебель»
- Джанни Маккьия — Огусто ди Лоренцо
- Маурицио Арена — Бартоло ди Лоренцо
- Нинетто Даволи — Анторио Церино
- Джино Сантерколе — Вердиччио
- Анита Дуранте — мать Нино